# Barcanele
Barcanele – wieś w Rumunii, w okręgu Vâlcea, w gminie Păușești. W 2011 roku liczyła 299 mieszkańców.